# Arantxa
Arantxa et Arantza sont des prénoms féminins basques.
Du basque Arantza qui signifie « épine » et d'un village en Navarre du même nom.
Sa variante espagnole est Arancha.

## Prénom
- Pour l'ensemble des articles sur les personnes portant ce prénom, consulter :
  - la liste des articles dont le titre commence par ce prénom
  - les listes produites par Wikidata : Liste des personnes de prénom « Arantxa » — même liste en incluant les éventuels prénoms composés qui contiennent « Arantxa ».